# فرناندو مارتین
فرناندو مارتین اسپینا (به اسپانیایی: Fernando Martín Espina) (۱۵ مارس ۱۹۶۲، مادرید، اسپانیا - ۳ دسامبر ۱۹۸۹، مادرید، اسپانیا) بسکتبالیست اسپانیایی و اولین بازیکن اسپانیایی مسابقات ان‌بی‌ای بود.